# Avelgem
Avelgem ist eine Gemeinde in der Provinz Westflandern in Belgien. Sie liegt an der Schelde und hat 10.406 Einwohner (Stand 1. Januar 2024). Sie besteht aus dem Kernort Avelgem sowie den Ortsteilen Bossuit, Kerkhove, Outrijve und Waarmaarde.
Ronse liegt 11 Kilometer östlich, Kortrijk 13 km westnordwestlich, Oudenaarde 14 km nordöstlich, Gent 35 km nordöstlich und Brüssel 64 km östlich (alle Angaben in Luftlinie vom Kernort zu den jeweiligen Stadtzentren).
Die nächsten Autobahnabfahrten befinden sich im Westen bei Kortrijk-Oost und Deerlijk an der A14/E17 sowie im Südwesten bei Dottignies an der A17.
In Kortrijk, Ronse und Oudenaarde befinden sich die nächsten Regionalbahnhöfe und in Gent und Brüssel halten auch überregionale Schnellzüge.
Bei der Hauptstadt Brüssel gibt es einen internationalen Flughafen.

## Städtepartnerschaften
- Ettenheim (Deutschland), seit 1977

## Söhne und Töchter der Gemeinde
- Gérard Favere (1903–1975), Komponist und Dirigent
- Ulrich Libbrecht (1928–2017), Philosoph und Autor
- Jaak Vandemeulebroucke (* 1943), Politiker
- Marc Demeyer (1950–1982), Radrennfahrer

## Weblinks

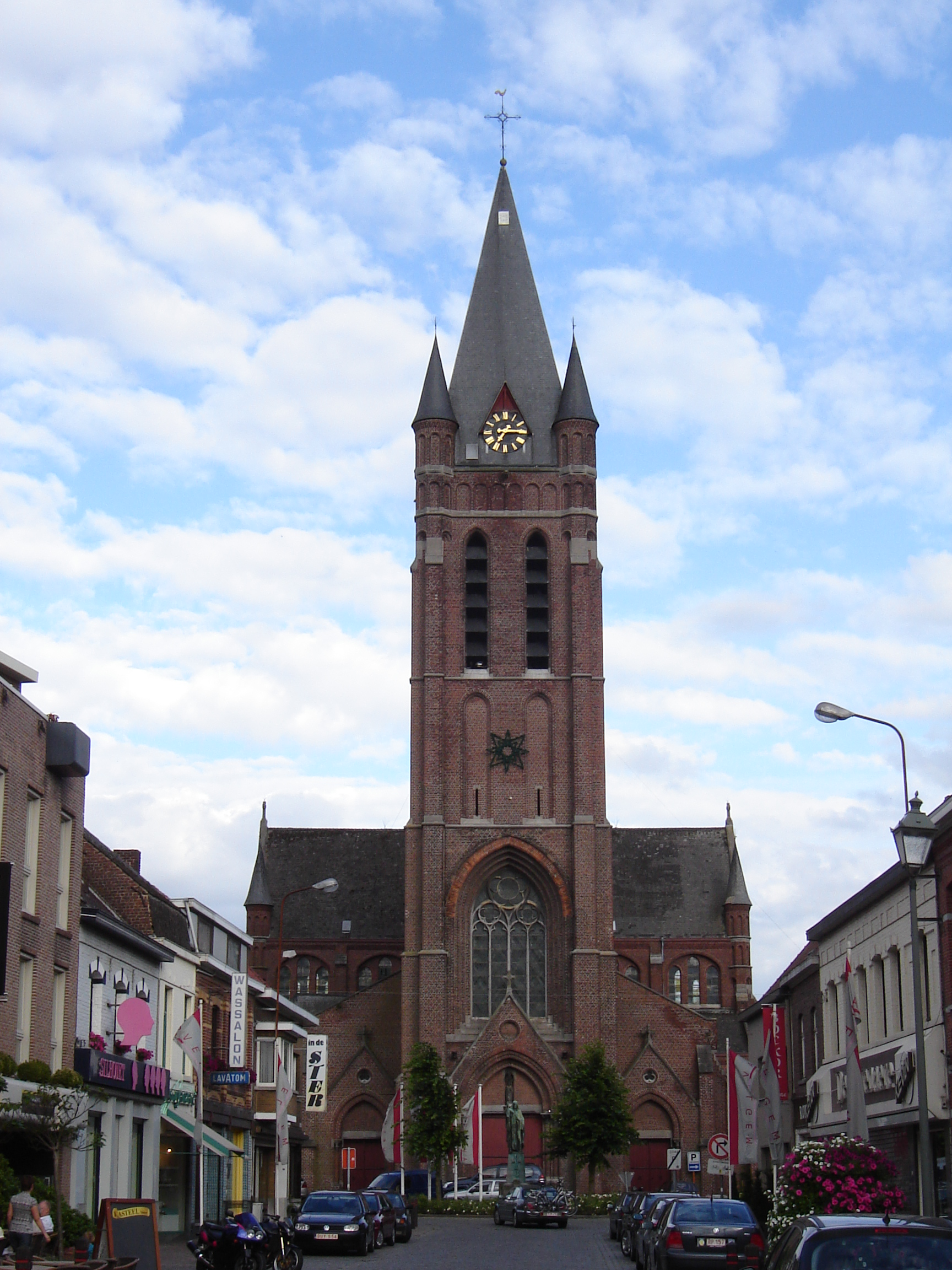
Sint-Martinuskirche